# Apicum-Açu
Apicum-Açu este un oraș în unitatea federativă Maranhão, Brazilia.